# Ľudovít Széles
Ľudovít Széles [ľudovít séleš] (* 28. října 1948) je bývalý slovenský fotbalový záložník a obránce .

## Hráčská kariéra
V československé lize hrál za VSS Košice, aniž by skóroval.

### Prvoligová bilance
| Ročník          | Zápasy | Góly | Minuty | Klub       |
| --------------- | ------ | ---- | ------ | ---------- |
| I. liga 1968/69 | 11     | 0    | 904    | VSS Košice |
| CELKEM I. LIGA  | 11     | 0    | 904    |            |